# Quintette pour piano et cordes de Charles Koechlin
Pour les articles homonymes, voir Quintette pour piano et cordes.
Le Quintette pour piano et cordes op. 80 est une œuvre de Charles Koechlin, composée de 1908 à 1921. Il est créé le 24 avril 1934 par le Quatuor de Bruxelles et Paul Collaer au piano.

## Présentation de l'œuvre
Hommage à la Nature et méditation sur le tragique de la condition humaine, où les allusions à la guerre sont apparentes mais dépassées, le parcours musical va de l'ombre à la lumière. Chaque mouvement porte un titre poétique, sinon programmatique :
1. « L'Attente obscure de ce qui sera », Andante très calme, presque adagio
2. « L'Assaut de l'adversaire, la blessure » Allegro con moto
3. « La Nature consolatrice » Andante très calme, très doux, quasi adagio
4. Final : « La Joie » Allegro moderato

De dimensions presque "symphoniques", implicitement suggérées par l'emploi du quatuor à cordes et du piano sollicité sur toute son étendue, l'exécution dure environ trente-sept minutes.
Le langage harmonique du compositeur, âpre, atonal et polytonal, parfois violemment dissonant, avait longtemps fait hésiter le compositeur avant de présenter l'œuvre en public. Il confiait ainsi à Paul Collaer : « Je pensais qu'il valait mieux attendre que mon nom ait davantage de notoriété et d'autorité pour imposer cette musique, non qu'elle soit, par sa polytonalité, peu compréhensible (on y est habitué à présent), mais elle est, à bien des endroits, à la fois développée et intérieure, ces passages-là étant pour des gens peu pressés et capables de suivre avec attention et sympathie une assez longue évolution de sentiments. »
Le parcours musical de l'œuvre est caractéristique de la profondeur humaniste de Charles Koechlin, de son sens de la révolte et de son optimisme foncier, de sa foi en l'avenir également. Le compositeur considérait ce quintette comme « la plus marquante peut-être de toutes ses œuvres ».
On retrouvera ce schéma d'ensemble dans le « testament musical » du compositeur, Le Docteur Fabricius, op. 202, où il est développé pour grand orchestre.

## Discographie sélective
- Charles Koechlin : Quintette Primavera, op. 156, Quintette avec piano, op. 80, Centre National de Musique de chambre d'Aquitaine, 1988, Cybelia (CY829),
- Charles Koechlin : Quintette op. 80 pour 2 violons, alto, violoncelle et piano, Jean-Pierre Sabouret, Francis Duroy, Stéphane Marcel, Philippe Bary et Thierry Rosbach (piano), 2001, Quantum (dQM 7018),
- Charles Koechlin : Sonate pour violon et piano op. 64, Quintette op. 80 pour piano et cordes, Stéphanie Moraly (violon), Romain David (piano, Quintette Syntonia, 2017, Timpani (1C1241).